# خانواده اوجاک‌گیو
خانواده اوجاک‌گیو (کره‌ای: 오작교 형제들) یک مجموعهٔ تلویزیونی کره جنوبی سال ۲۰۱۱ با بازی یوئی، جو وون، ریو سو-یونگ، چوی جونگ یون، جونگ وونگ این، یئون وو-جین و کیم جا اوک است. این مجموعه از ۶ اوت ۲۰۱۱ تا ۱۹ فوریه ۲۰۱۲، روزهای شنبه و یکشنبه ساعت ۱۹:۵۵ (کی‌اس‌تی) از کی‌بی‌اس۲ برای ۵۸ قسمت پخش شد.

## بازیگران

### اصلی
- یوئی در نقش بک جا اون
- جو وون در نقش هوانگ ته هی
- ریو سو-یونگ در نقش هوانگ ته بوم
- چوی جونگ یون در نقش چا سو یونگ
- جونگ وونگ این در نقش هوانگ ته شیک
- یئون وو-جین در نقش هوانگ ته پیل
- کیم جا اوک در نقش پارک بوک جا، مادر